# Kolîcivka, Cernihiv
Kolîcivka (în ucraineană Количівка) este un sat în comuna Ivanivka din raionul Cernihiv, regiunea Cernihiv, Ucraina.

## Demografie
Componența lingvistică a localității Kolîcivka
     Ucraineană (97,48%)
     Rusă (2,04%)
     Alte limbi (0,34%)
Conform recensământului din 2001, majoritatea populației localității Kolîcivka era vorbitoare de ucraineană (97,48%), existând în minoritate și vorbitori de rusă (2,04%).